# Jat Airways

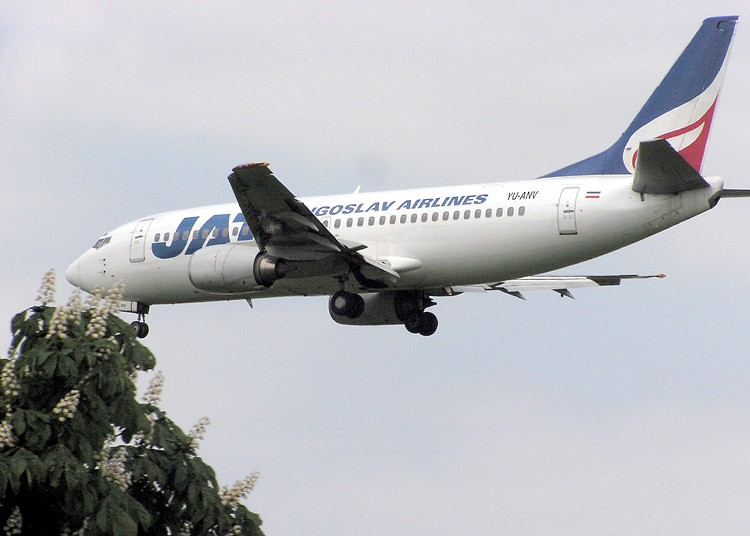
En Boeing 737-300 i gamla färger

Jat Airways var Serbiens nationella och största flygbolag, fram till omstruktureringen 2013. Företaget grundades år 1927 under namnet Aeroput och bytte senare namn till JAT - Yugoslav Airlines (Југословенски Аеротранспорт/Jugoslovenski Aerotransport på serbiska).
Bolaget drabbades av bojkotten av Jugoslavien men återkom under senare år i trafik igen. Planen de använt är bland annat DC-10 som användes till rutter till Australien samt Sud Aviation S.E 210 Caravelle inom Europa. På senare år användes plan av modell Boeing 737 och ATR 72. 
Företaget var det sextonde äldsta flygbolaget i Europa.
Efter 17 års uppehåll mellan Serbiens och Kroatiens flygrutter så började linjen Belgrad-Pula börjat att trafikeras på torsdagar och söndagar och trafikeras med en Boeing 737. Jat Airways och Croatia Airlines hade planer på att återuppta Linjen Belgrad-Zagreb.
Den 26 oktober 2013, tog Air Serbia efter en stor omstrukturering (största investerare är Etihad Airways) över JAT Airways uppgift som Serbiens största flygbolag. Det innebar att flygbolaget efter 66 års flygande gick in i en ny fas.

## Flotta
Flygplan som JAT använt:
- ATR 42
- ATR 72
- Boeing 707
- Boeing 727
- Boeing 737
- Convair 340 Metropolitan
- Convair 440 Metropolitan
- Douglas DC-3/C-47
- DC-6
- DC-9
- DC-10
- Iljushin Il-14
- Sud Aviation S.E 210 Caravelle